# Arena Egnatia
Die Arena Egnatia ist ein Fußballstadion in der albanischen Kleinstadt Rrogozhina. Es befindet sich im Ortszentrum direkt an der Hauptstraße rund 200 Meter westlich vom Hauptplatz. Es ist die Heimspielstätte des lokalen Fußballclubs KF Egnatia, benannt nach dem historischen Verkehrsweg Via Egnatia. Das Stadion bietet Platz für 4000 Zuschauer. Das Stadion hat verschiedene alte Namen: Rrogozhina-Stadion respektive Stadiumi Rrogozhina, offiziell war es auch nach Hasan Zyla und dem Klubbesitzer Demrozi benannt. 

## Geschichte

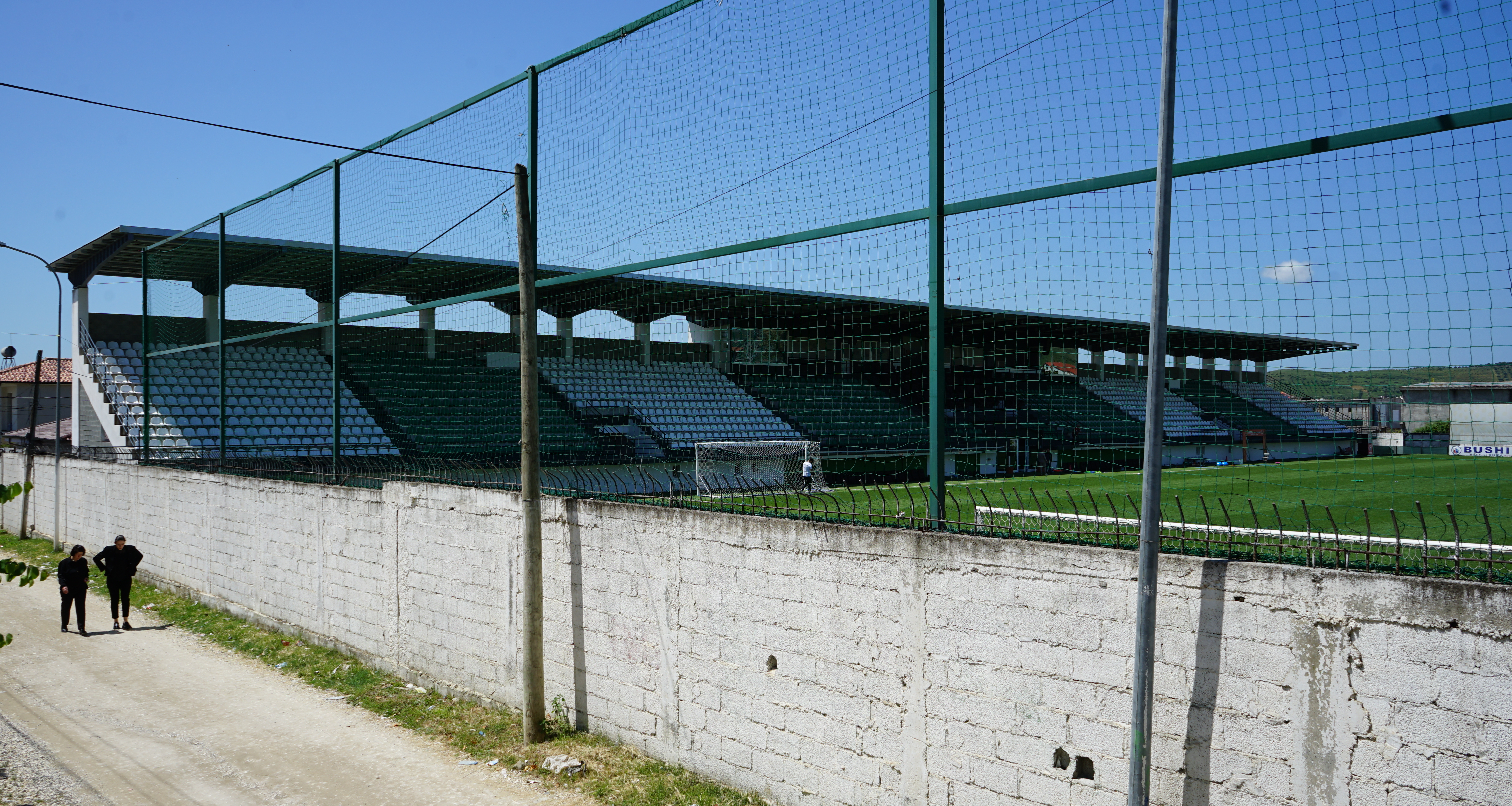
Das Stadion vor dem Ausbau von 2025

Nach dem Aufstieg in die höchste albanische Liga im Jahr 2021 benötigte KF Egnatia ein Stadion, das den Anforderungen entsprach. Mit den Bauarbeiten war aber schon ein paar Monate vor dem Gewinn der Meisterschaft 2021 in der zweiten Liga begonnen worden. Die schlussendlich realisierten Bauten weichen deutlich von den ersten Projektskizzen ab. In das Projekt wurden rund zwei Millionen US-Dollar investiert. Das Stadion bot danach Platz für 2400 Zuschauer. Es bestand neben dem Spielfeld aus einer Tribüne entlang der Spielfeldseite im Süden. Hinter den Toren wird es von einer Mauer umgeben. Die Tribüne auf der Nordseite wurde zuerst nicht vollendet, war für mehrere Jahre von einer Plane bedeckt. Im Sommer 2024 wurde der weitere Ausbau des Stadions aufgenommen. Anfang 2025 fanden die Arbeiten ihren Abschluss. Seither verfügt das Stadion über eine Flutlichtanlage, LED-Anzeigen und die ausgebaute Tribüne, die nach Raphael Dwamena benannt werden sollte. Der Stürmer Dwamena brach am 11. November 2023 während eines Spiels zusammen und erlag kurz darauf seinem angeborenen Herzfehler.
Das Conference-League-Spiel von KF Egnatia gegen FC Ararat-Armenia im Juli 2023 wurde in der Elbasan Arena ausgetragen.
Die Arena Egnatia ist eines von Vier Stadien der U-17-Fußball-Europameisterschaft 2025. Hierfür waren gewisse bauliche Anpassungen notwendig, die wenige Monate vor dem Turnier vollendet waren.